# Liste von Found-Footage-Filmen (Erzählmethode)
Der Begriff Found Footage (deutsch: Gefundenes Material) wird inzwischen auf zwei sehr unterschiedliche Filmgenres angewendet. Daher werden zwei getrennte Listen geführt.
Diese Liste enthält nur solche Found-Footage-Filme, deren „gefundenes“, pseudo-dokumentarisches Material in Wirklichkeit von den Filmemachern selbst inszeniert wurde. Bei dieser insbesondere (aber nicht ausschließlich) in Horrorfilmen angewandten Erzählmethode geht es in der Handlung oft um Aufnahmen, die verstorbenen oder vermissten Personen zugeordnet sind, und erst im Nachhinein gefunden werden. Andere (behauptete) Quellen des Materials können z. B. Überwachungskameras sein. In jedem Fall sind die Kameras, mit denen der Spielfilm gedreht wird, quasi Requisiten innerhalb der Erzählung.
Abgrenzung zur Material-Aneignung:
Ursprünglich wurden als Found-Footage-Film nur solche Werke bezeichnet, die ganz oder teilweise aus Fremdmaterial bestehen, welches nicht von den Filmemachern selbst gedreht oder konzipiert wurde. Am häufigsten kommt dieses Subgenre im Bereich des Experimental- und Avantgardefilms vor.
Solche Filme gehören nicht hierher, sondern in die Liste von Found-Footage-Filmen (Material-Aneignung).

## Filme mit Found Footage als Erzählmethode
Die Filmtitel innerhalb eines Jahres sind alphabetisch angeordnet.
| Jahr | Deutscher Titel | Originaltitel, wo abweichend                                 | Regie | Produktionsland                       | Länge |
| ---- | --- | ------------------------------------------------------------ | --- | ------------------------------------- | ----- |
| 1961 | The Connection |                                                              | Shirley Clarke | USA                                   | 110   |
| 1970 | Die Delegation |                                                              | Rainer Erler | Deutschland                           | 100   |
| 1980 | Nackt und zerfleischt | Cannibal Holocaust                                           | Ruggero Deodato | Italien, Kolumbien                    | 96    |
| 1984 | Manson Family Movies |                                                              | John Aes-Nihil | USA                                   | 88    |
| 1989 | 84 Charlie Mopic | 84C MoPic                                                    | Patrick Sheane Duncan                                                                                                   | USA                                   | 95    |
| 1989 | UFO Abduction | Alternativer Originaltitel: The McPherson Tape               | Dean Alioto | USA                                   | 66    |
| 1993 | Mann beißt Hund | C’est arrivé près de chez vous                               | Rémy Belvaux, André Bonzel, Benoît Poelvoorde                                                                           | Belgien                               | 95    |
| 1998 | Alien Abduction: Incident in Lake County |                                                              | Dean Alioto | USA                                   | 92    |
| 1998 | The Last Broadcast |                                                              | Stefan Avalos, Lance Weiler                                                                                             | USA                                   | 86    |
| 1999 | Blair Witch Project | The Blair Witch Project                                      | Daniel Myrick, Eduardo Sánchez                                                                                          | USA                                   | 78    |
| 2000 | The St. Francisville Experiment |                                                              | Ted Nicolaou | USA                                   | 77    |
| 2001 | August Underground |                                                              | Fred Vogel | USA                                   | 70    |
| 2002 | Disappearance – Spurlos verschwunden | Disappearance                                                | Walter Klenhard | USA                                   | 92    |
| 2002 | Halloween: Resurrection |                                                              | Rick Rosenthal | USA                                   | 86    |
| 2002 | The Collingswood Story |                                                              | Mike Costanza | USA                                   | 80    |
| 2003 | August Underground's Mordum |                                                              | Fred Vogel, Killjoy, Cristie Whiles, Jerami Cruise, Michael Todd Schneider                                              | USA                                   | 77    |
| 2003 | The Last Horror Movie |                                                              | Julian Richards | Vereinigtes Königreich                | 80    |
| 2003 | Zero Day |                                                              | Ben Coccio | USA                                   | 92    |
| 2004 | September Tapes | Alternative Schreibweise: Septem8er Tapes                    | Christian Johnston | USA                                   | 95    |
| 2004 | The Lost Tape: Andy's Terrifying Last Days Revealed |                                                              | Zack Snyder | USA                                   | 17    |
| 2004 | Zwischenfall am Loch Ness | Incident at Loch Ness                                        | Zak Penn | Vereinigtes Königreich                | 94    |
| 2005 | Invasion – Angriff der Körperfresser | Infection                                                    | Albert Pyun | USA                                   | 81    |
| 2005 | Noroi – The Curse | ノロイ (Noroi)                                               | Kôji Shiraishi | Japan                                 | 115   |
| 2006 | Alone with Her |                                                              | Eric Nicholas | USA                                   | 78    |
| 2006 | Behind the Mask | Behind the Mask: The Rise of Leslie Vernon                   | Scott Glosserman | USA                                   | 92    |
| 2006 | The Hunt |                                                              | Fritz Kiersch | USA                                   | 90    |
| 2006 | The Zombie Diaries |                                                              | Kevin Gates, Michael Bartlett                                                                                           | Vereinigtes Königreich                | 81    |
| 2007 | August Underground's Penance |                                                              | Fred Vogel | USA                                   | 84    |
| 2007 | Cannibals – Welcome to the Jungle | Welcome to the Jungle                                        | Jonathan Hensleigh | Australien, USA                       | 83    |
| 2007 | Diary of the Dead | George A. Romero's Diary of the Dead                         | George A. Romero | USA                                   | 90    |
| 2007 | Exhibit A |                                                              | Dom Rotheroe | Vereinigtes Königreich                | 85    |
| 2007 | Head Case |                                                              | Anthony Spadaccini | USA                                   | 96    |
| 2007 | Long Pigs |                                                              | Nathan Hynes, Chris Power                                                                                               | Kanada                                | 81    |
| 2007 | Look |                                                              | Adam Rifkin | USA                                   | 102   |
| 2007 | Paranormal Activity |                                                              | Oren Peli | USA                                   | 87    |
| 2007 | Paranormal Investigations |                                                              | Sean Tretta | USA                                   | 107   |
| 2007 | REC |                                                              | Jaume Balagueró, Paco Plaza                                                                                             | Spanien                               | 78    |
| 2007 | The Poughkeepsie Tapes |                                                              | John Erick Dowdle | USA                                   | 81    |
| 2008 | Cloverfield |                                                              | Matt Reeves | USA                                   | 85    |
| 2008 | Home Movie |                                                              | Christopher Denham | USA                                   | 77    |
| 2008 | Monster |                                                              | Erik Estenberg | USA                                   | 86    |
| 2008 | Quarantäne | Quarantine                                                   | John Erick Dowdle | USA                                   | 89    |
| 2009 | District 9 |                                                              | Neill Blomkamp | Südafrika, Neuseeland, USA            | 112   |
| 2009 | Evil Things |                                                              | Dominic Perez | USA                                   | 86    |
| 2009 | Murder Collection V.1 |                                                              | Jerami Cruise, Fred Vogel, Shelby Lyn Vogel                                                                             | USA                                   | 82    |
| 2009 | Occult | オカルト                                                     | Kôji Shiraishi | Japan                                 | 110   |
| 2009 | Paranormal Investigations 3 (DVD-Titel), Paranormal Investigations 3 – Tödliche Geister (DVD-Titel), Das Poltergeist-Experiment – Der Dämon (Neuauflage) | Paranormal Entity                                            | Shane Van Dyke | USA                                   | 88    |
| 2009 | REC 2 |                                                              | Jaume Balagueró, Paco Plaza                                                                                             | Spanien                               | 85    |
| 2009 | The Ritual |                                                              | Anthony Spadaccini | USA                                   | 114   |
| 2010 | 8213: Gacy House |                                                              | Anthony Fankhauser | USA                                   | 91    |
| 2010 | Atrocious |                                                              | Fernando Barreda Luna                                                                                                   | Spanien, Mexiko                       | 75    |
| 2010 | Der letzte Exorzismus |                                                              | Daniel Stamm | USA                                   | 87    |
| 2010 | Eyes in the Dark |                                                              | Bjorn Anderson | USA                                   | 78    |
| 2010 | Hotel Hollywood |                                                              | Param Gill | USA                                   | 120   |
| 2010 | LSD: Love, Sex Aur Dhokha |                                                              | Dibakar Banerjee | Indien                                | 155   |
| 2010 | Paranormal Activity 2 |                                                              | Tod Williams | USA                                   | 91    |
| 2010 | Paranormal Activity – Tokyo Night | Paranōmaru Akutibiti Dai Ni Shō: Tōkyō Naito                 | Toshikazu Nagae | Japan                                 | 90    |
| 2010 | Shirome |                                                              | Kôji Shiraishi | Japan                                 | 83    |
| 2010 | Trollhunter | Trolljegeren                                                 | André Øvredal | Norwegen                              | 104   |
| 2010 | Unaware |                                                              | Sean Bardin, Robert Cooley                                                                                              | USA                                   | 81    |
| 2010 | Undocumented |                                                              | Chris Peckover | USA                                   | 96    |
| 2011 | 388 Arletta Avenue |                                                              | Randall Cole | Kanada                                | 87    |
| 2011 | Anneliese: The Exorcist Tapes |                                                              | Jude Gerard Prest | USA                                   | 91    |
| 2011 | Apollo 18 |                                                              | Gonzalo López-Gallego                                                                                                   | USA, Kanada                           | 86    |
| 2011 | Chō Akunin |                                                              | Kōji Shiraishi | Japan                                 | 90    |
| 2011 | Der letzte Kannibale |                                                              | Master W | Deutschland                           | 15    |
| 2011 | Grave Encounters |                                                              | Colin Minihan, Stuart Ortiz                                                                                             | USA, Kanada                           | 95    |
| 2011 | Hollow |                                                              | Michael Axelgaard | Vereinigtes Königreich                | 91    |
| 2011 | Megan Is Missing |                                                              | Michael Goi | USA                                   | 85    |
| 2011 | Paranormal Activity 3 |                                                              | Henry Joost, Ariel Schulman                                                                                             | USA                                   | 84    |
| 2011 | Ragini MMS |                                                              | Pawan Kripalani | Indien                                | 93    |
| 2011 | The Amityville Haunting |                                                              | Geoff Meed | USA                                   | 86    |
| 2011 | The Tapes |                                                              | Scott Bates, Lee Alliston                                                                                               | Vereinigtes Königreich                | 80    |
| 2011 | The Tunnel – Fürchte die Dunkelheit | The Tunnel                                                   | Carlo Ledesma | Australia                             | 94    |
| 2011 | Untitled |                                                              | Shaun Troke | Vereinigtes Königreich                | 102   |
| 2011 | World of the Dead: The Zombie Diaries |                                                              | Kevin Gates, Michael Bartlett                                                                                           | Vereinigtes Königreich                | 88    |
| 2012 | A Night in the Woods |                                                              | Richard Parry | Vereinigtes Königreich                | 82    |
| 2012 | Chronicle – Wozu bist Du fähig? | Chronicle                                                    | Josh Trank | USA                                   | 83    |
| 2012 | Devil Inside | The Devil Inside                                             | William Brent Bell | USA                                   | 87    |
| 2012 | Evidence |                                                              | Howie Askins | USA                                   | 78    |
| 2012 | Grave Encounters 2 |                                                              | John Poliquin | USA, Kanada                           | 100   |
| 2012 | Paranormal Activity 4 |                                                              | Henry Joost, Ariel Schulman                                                                                             | USA                                   | 88    |
| 2012 | Project X |                                                              | Nima Nourizadeh | USA                                   | 88    |
| 2012 | REC 3: Genesis | REC 3: Génesis                                               | Paco Plaza | Spanien                               | 77    |
| 2012 | The Bay – Nach Angst kommt Panik | The Bay                                                      | Barry Levinson | USA                                   | 85    |
| 2012 | The Conspiracy |                                                              | Christopher MacBride | Kanada                                | 84    |
| 2012 | The Dinosaur Project |                                                              | Sid Bennett | Vereinigtes Königreich                | 80    |
| 2012 | V/H/S – Eine mörderische Sammlung | V/H/S                                                        | Adam Wingard, David Bruckner, Ti West, Glenn McQuaid, Joe Swanberg, Matt Bettinelli-Olpin, Tyler Gillett, Chad Villella | USA                                   | 116   |
| 2013 | 666 – Paranormal Prison | 616: Paranormal Incident                                     | David Chirchirillo | USA                                   | 90    |
| 2013 | Afflicted |                                                              | Derek Lee, Clif Prowse                                                                                                  | Kanada, USA                           | 85    |
| 2013 | Der Fluch der Grete Müller | Alternativer Titel: RAW – Der Fluch der Grete Müller         | Marcel Walz | Deutschland                           | 75    |
| 2013 | Devil's Pass | The Dyatlov Pass Incident                                    | Renny Harlin | USA, Vereinigtes Königreich, Russland | 100   |
| 2013 | Europa Report |                                                              | Sebastián Cordero | USA                                   | 90    |
| 2013 | Ghost Movie | A Haunted House                                              | Michael Tiddes | USA                                   | 86    |
| 2013 | S-VHS | V/H/S/2                                                      | Simon Barrett, Adam Wingard, Eduardo Sánchez, Gregg Hale, Gareth Evans, Timo Tjahjanto, Jason Eisener                   | USA, Kanada, Indonesien               | 96    |
| 2013 | The Borderlands |                                                              | Elliot Goldner | Vereinigtes Königreich                | 89    |
| 2013 | The Frankenstein Theory |                                                              | Andrew Weiner | USA                                   | 87    |
| 2013 | The Sacrament |                                                              | Ti West | USA                                   | 99    |
| 2013 | The Upper Footage |                                                              | Justin Cole | USA                                   | 90    |
| 2014 | 5 Zimmer Küche Sarg | What We Do in the Shadows                                    | Taika Waititi | Neuseeland                            | 85    |
| 2014 | Camp Blood: First Slaughter |                                                              | Mark Polonia | USA                                   | 71    |
| 2014 | Creep |                                                              | Patrick Brice | USA                                   | 77    |
| 2014 | Dark Amazon |                                                              | Darcyana Moreno Izel | USA, Brazil                           | 81    |
| 2014 | Das Tagebuch der Grete Müller | Alternativer Titel: RAW 2 – Das Tagebuch der Grete Müller    | Marcel Walz | Deutschland                           | 74    |
| 2014 | Devil’s Due – Teufelsbrut | Devil's Due                                                  | Matt Bettinelli-Olpin, Tyler Gillett                                                                                    | USA                                   | 89    |
| 2014 | Die Höhle – Überleben ist ein Instinkt, keine Wahl | La Cueva                                                     | Alfredo Montero | Spanien                               | 83    |
| 2014 | Houses of Terror | The Houses October Built                                     | Bobby Roe | USA                                   | 91    |
| 2014 | Katakomben | As Above, So Below                                           | John Erick Dowdle | USA                                   | 93    |
| 2014 | Paranormal Activity: Die Gezeichneten | Paranormal Activity: The Marked Ones                         | Christopher B. Landon                                                                                                   | USA                                   | 84    |
| 2014 | Storm Hunters | Into the Storm                                               | Steven Quale | USA                                   | 89    |
| 2014 | The Bell Witch Haunting |                                                              | Glenn Miller | USA                                   | 91    |
| 2014 | The Lock In |                                                              | Rich Praytor | USA                                   | 88    |
| 2014 | The Pyramid – Grab des Grauens | The Pyramid                                                  | Grégory Levasseur | USA                                   | 89    |
| 2015 | Area 51 |                                                              | Oren Peli | USA                                   | 91    |
| 2015 | Atroz | Atroz                                                        | Lex Ortega | Mexiko                                | 75    |
| 2015 | Die Offenbarung der Grete Müller | Alternativer Titel: RAW 3 – Die Offenbarung der Grete Müller | Marcel Walz | Deutschland, Österreich               | 72    |
| 2015 | Funnyface (Eigenschreibweise: #funnyFACE) |                                                              | Marcel Walz | Deutschland, Spanien                  | 72    |
| 2015 | Paranormal Activity: Ghost Dimension | Paranormal Activity: The Ghost Dimension                     | Gregory Plotkin | USA                                   | 88    |
| 2015 | Project Almanac |                                                              | Dean Israelite | USA                                   | 106   |
| 2015 | The Phoenix Incident |                                                              | Keith Arem | USA                                   | 81    |
| 2015 | The Visit |                                                              | M. Night Shyamalan | USA                                   | 94    |
| 2016 | Blair Witch |                                                              | Adam Wingard | USA                                   | 89    |
| 2017 | Open Water 3: Cage Dive |                                                              | Gerald Rascionato | Australien                            | 80    |
| 2017 | Die Maler kommen |                                                              | Stefan Lampadius | Deutschland                           | 19    |
| 2018 | Gonjiam | 곤지암                                                       | Jung Bum-shik | Südkorea                              | 94    |
| 2019 | Portals |                                                              | Gregg Hale, Liam O'Donnell, Eduardo Sánchez                                                                             | USA                                   | 85    |
| 2020 | Host |                                                              | Rob Savage | Vereinigtes Königreich                | 56    |
| 2020 | Zombi Ritual |                                                              | Alexander Franz | Deutschland                           | 51    |
| 2022 | Das Böse im Wald |                                                              | Malte Wirtz | Deutschland                           | 78    |
| 2023 | Late Night with the Devil |                                                              | Cameron Cairnes, Colin Cairnes                                                                                          | Australien                            | 93    |
| 2024 | Lost Cave |                                                              | Simon Spachmann | Deutschland                           | 20    |